# Remington 870

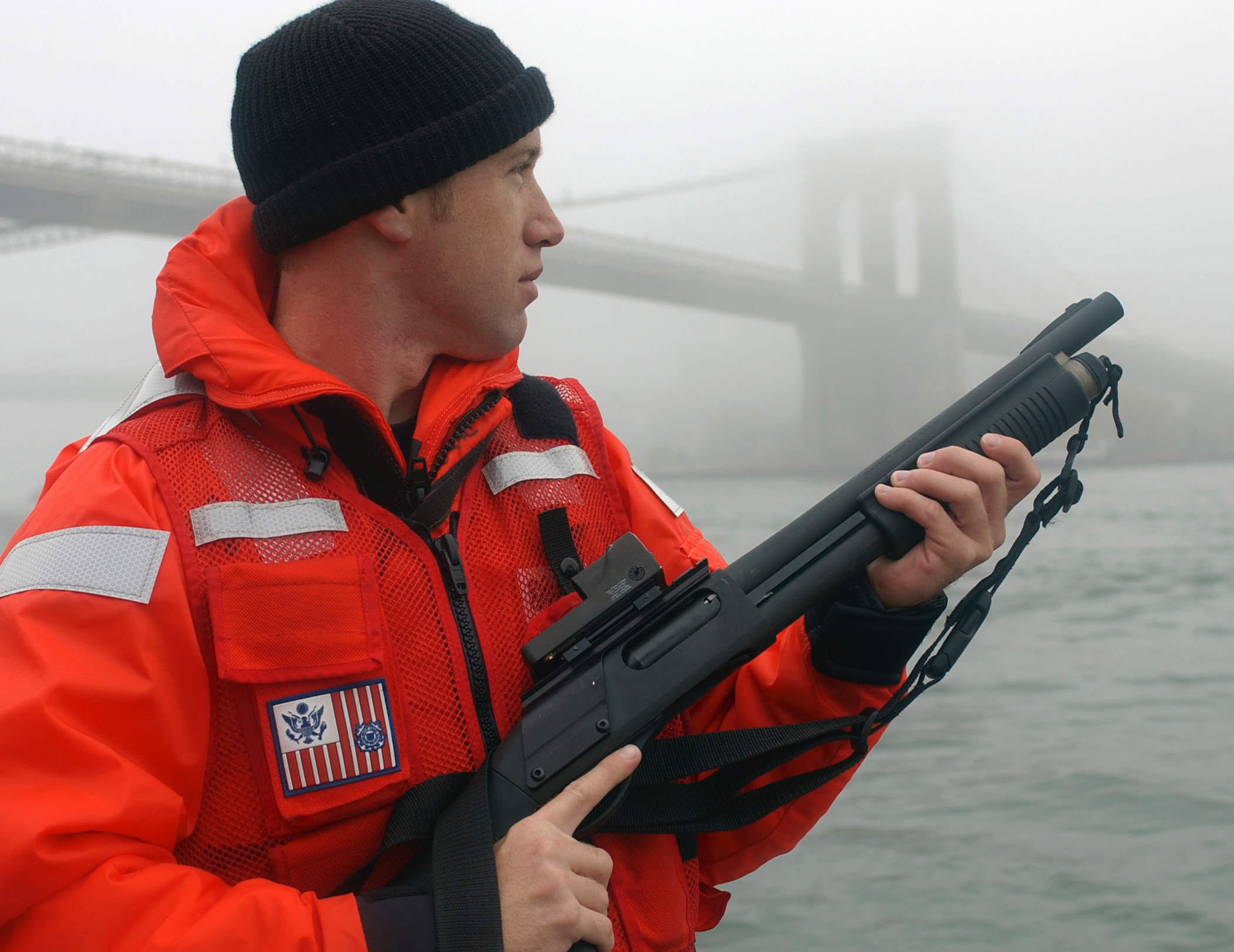
Un officier de la Maritime Safety and Security Team 91106 de l'U.S. Coast Guard armé d'un M870 P.

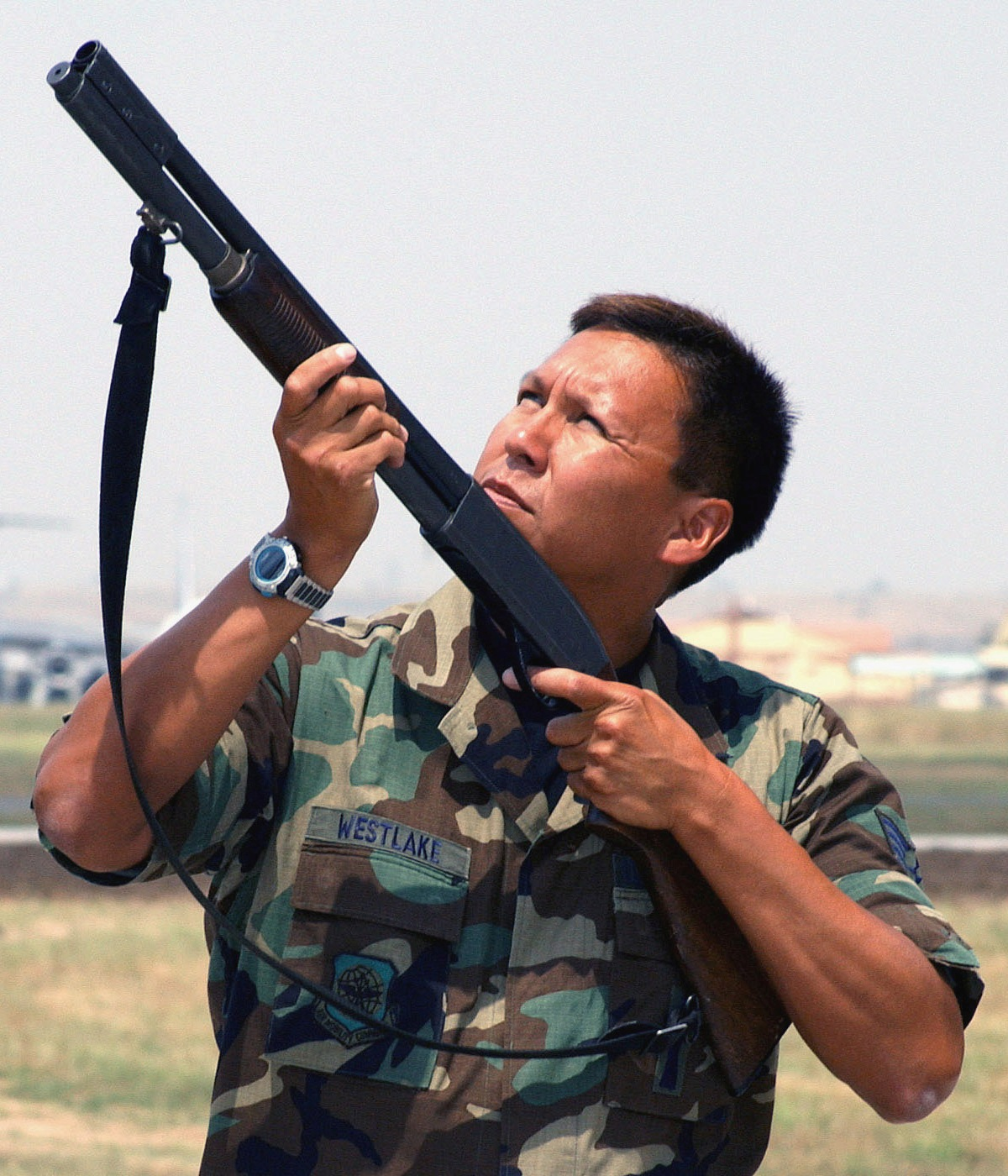
Remington M870 chargé avec des munitions à blanc, utilisé en dernier ressort pour effrayer les oiseaux à proximité de l'Incirlik Air Base.

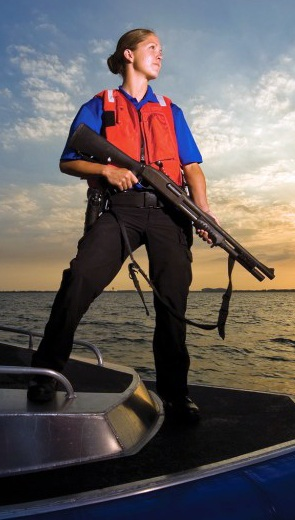
Un marin des forces de sécurité de l'U.S. Air Force avec un M870.

Le Remington model 870 est un fusil à pompe fabriqué aux États-Unis depuis 1950 par Remington Arms. Il est très populaire parmi les chasseurs, les tireurs sportifs, et les services de police et militaires.

## Caractéristiques

### Armes de chasse
- Munition : Calibre 12, Calibre 16, Calibre 20, Calibre 28, et .410
  - Totale : 1,06 - 1,26 m
  - Canon : 53,3-76,2 cm
- Capacité du magasin tubulaire : 4 coups
- Masse (arme vide) : 3,5-4 kg

### M870 Mark I (US Marine Corps)
- Munition : Calibre 12
- Longueur : 
  - Totale : 1,06 m
  - Canon : 53,3 cm
- Masse du fusil vide : 3,6 kg
- Capacité du magasin tubulaire : 7 coups

### M870 P (Police)
- Munition : Calibre 12
- Longueur : 
  - Totale : 99-104 cm (version à crosse repliable : 72-99 cm)
  - Canon : 46-51 cm
- Masse du fusil vide : 3,4-3,5 kg (version à crosse repliable : 3,2 kg)
- Capacité du magasin tubulaire : 4-7 coups (avec extension)

### M870 R (Riotgun)
- Munition : Calibre 12
- Longueur : 
  - Totale : 102 cm
  - Canon : 51 cm
- Masse du fusil vide : 3,45 kg
- Capacité du magasin tubulaire : 4-7 coups (avec extension)

## Versions

### Versions pour le marché civil
- 870 Express ;
- 870 Marine Magnum : version traitée anticorrosion, avec canon de 18 pouces ;
- 870 SPS ;
- 870 Wingmaster : version la plus courante du 870, le Wingmaster est destinée à la chasse aux oiseaux. Lancé en 1950, il possède une crosse en noyer américain, une finition bronzée noire haute résistance et un guidon-boule.

### Versions en Amérique du Nord
Génériquement appelé 870 P (P pour Police), le Remington 870 fut adopté par de nombreux  services des polices américaines (dont les California Highway Patrol et Chicago Police Department) et canadiennes (notamment la Gendarmerie royale) à partir des années 1970. 
En 1966, l'US Marine Corps acheta plusieurs milliers de Remington 870 Mk.1 (de même que des Mossberg 590 et Winchester 1200). Comme arme réglementaire des Forces armées américaines, ce fusil à pompe a servi durant la Guerre du Viêt Nam.

### En France
En France, le Remington 870 est classé comme une arme de catégorie B (accessible aux tireurs sportifs après autorisation préalable de la préfecture). Cependant, il existe une version 870 Express qui dispose d'un canon rayé (et non d'un canon lisse) qui permet de classer l'arme en catégorie C (accessible au tireur sportif et au chasseur).
Le Remington 870 est utilisé par l'armée française, notamment par les régiments stationnés en Guyane (9e RIMa et 3e REI).
La police nationale et la douane utilise également le Remington 870, en particulier de nombreux services spécialisés.
L'Administration pénitentiaire dispose de Remingtons 870 pour ses agents armés.
Le Remington 870 est employé par certains sociétés de transport de fonds.

## Dérivés
Le Remington 870 est utilisé comme base de départ par diverses autres firmes, comme Wilson ou Tac Ops (Clandestine 12).

## Utilisateurs
Le Remington 870 est utilisé par les unités militaires et policières des pays suivants :
- Allemagne
- Argentine
- Australie
- Autriche
- Bangladesh
- Belgique
- Cambodge
- Canada
- Corée du Sud
- États-Unis
- Hongrie
- Hong Kong
- Finlande
- France
- Grèce
- Israël
- Irlande
- Indonésie
- Jordanie
- Luxembourg
- Malaisie
- Philippines
- Pologne
- Royaume-Uni
- Singapour
- Suède
- Suisse
- Taïwan
- Thaïlande